# Lardit de Bar
Lardit de Bar fut capitaine-châtelain de Pouzol en Dauphiné, conseiller et chambellan du roi  Louis XI , son sénéchal pour le Rouergue de 1461 à 1476 (ou 1480). 

## Famille
Lardit était fils d’Alphonse de Bar, seigneur de Bar (commune de Bor-et-Bar en Aveyron) attesté en 1423, et frère cadet de Flotard de Bar qui hérita de la seigneurie de Bar et épousa Catherine de Peyrusse-le-Roc. La mère de Lardit, dont le nom ne nous est pas parvenu,  mourut en 1462, date qui nous est connue grâce aux Annales de Villefranche où il est écrit que « les registres consulaires du sieur Arribat marquent que la mère de M. le sénéchal de Rouergue étant décédée la dite année 1462 au château de Bar, dont le dit sénéchal était, les consuls de la présente ville étant invités aux honneurs funèbres y allèrent avec leurs robes consulaires, portant leur livrée pour assister à son enterrement ; où ils firent aussi venir les chantres pour chanter la musique, et y apportèrent de la part de la communauté d’icelle 24 torches ou flambeaux de cire ».
Alphonse de Bar s’étant marié vers 1410 et Lardit étant un fils cadet, on peut situer sa naissance avec vraisemblance entre 1415 et 1420.
À titre de fils cadet,  Lardit (dont le vrai prénom était Ardit, Lardit résultant d’une agglutination avec l’article défini le)  devait trouver une occupation et il était rentré au service du dauphin Louis, fils aîné de Charles VII, le futur roi Louis XI, comme d’autres fils cadets de petits seigneurs rouergats. Lardit de Bar  avait suivi le Dauphin Louis en Dauphiné vers 1440. Il y reçut le 5 avril 1447  l’office de chatelain du Pouzin, avec des gages de 200 livres par an. On le trouve toujours présent en Dauphiné en 1451. Il y resta probablement jusqu’à l’avènement du roi Louis XI en juillet 1461.

## Biographie
Lardit de Bar  est nommé sénéchal de Rouergue le 3 août 1461  par lettres royales datées d’Avesnes. Louis XI n’était roi de France que depuis le 22 juillet, date de la mort de son père Charles VII. Le 23 août suivant, le roi Louis XI lui accorde par des lettres datées de Meaux un délai de 6 mois pour prêter serment en qualité de sénéchal de Rouergue et de châtelain de Najac, avec l’autorisation de percevoir ses gages depuis le jour de sa nomination.  Il est mentionné le 8 novembre 1461 comme écuyer de l’ « escuirie » du roi.  
Le 24 juin 1462, il est dit seigneur de Cadoule et du château de Roumégous, actuellement sur la commune de la Salvetat-Peyralès. On trouve des actes le concernant, surtout des quittances, dans les Manuscrits français de la Bibliothèque nationale en 1463, 1464, 1465, 1466, 1467, 1469, 1470, 1471, 1472, 1473, 1474 et 1476. En 1472, il est commissaire pour la réunion à Villefranche-de-Rouergue des trois États du Rouergue.  
Comme sénéchal, Lardit  était lieutenant du roi dans la province de Rouergue soumise à l’autorité du roi comprenant la haute marche et la basse marche de Rouergue, excluant le comté de Rodez. Le siège de la sénéchaussée du Rouergue avait été  transféré au XIVe siècle de Najac à Villefranche-de-Rouergue. Lardit de Bar résidait tantôt à Villefranche tantôt au château de Najac dont il fut capitaine châtelain de 1461 à 1489 (avec des gages de 100 livres par an) tantôt à Roumégous. Il fit construire à Roumégous le château dans le style du XVe siècle autour  d’une masse quadrangulaire avec quatre tours rondes à chaque angle. Il est cité le 14 septembre 1485 et le 13 mai 1489 comme châtelain de Najac. Pierre de Barasc, seigneur de la Roquette,  lui succéda en 1490 comme châtelain de Najac. 
Lardit fut le 25e sénéchal du Rouergue, il resta sénéchal jusqu’en 1476 ; il l’était encore le 5 janvier 1476.  Il ne l’était plus le 9 février de la même année où la charge était passée au forézien Paillart d’Urfé qui ne la conserva que quelques mois. Elle passa ensuite à Guillaume de Sully de 1476 à 1480 puis en 1480 à Géoffroy de Chabannes d’une famille du Limousin qui est celle du célèbre La Palisse. Il semble que la perte de sa charge de sénéchal en 1476 ne soit pas due à une disgrâce mais à son âge : il avait alors environ 60 ans et la charge pouvait exiger de prendre la tête d’une expédition militaire si besoin était. Toutefois, d’après Affre, Lardit  de Bar était encore sénéchal le 3 juillet 1480, il est possible qu'il le soit redevenu par intérim.

## Armes

d’argent à deux fasces de gueules

Sa famille blasonnait « d’argent à deux fasces de gueules »

## Testament
Une copie du testament de Lardit de Bar est conservée aux Archives départementales de l’Aveyron en série J. Ce testament est du 15 octobre 1490 et il est passé au château de Trévien qui appartenait à Arnaud de Monestiès, beau-père de Lardit. Le testament est rédigé en latin, il a été retenu par Pierre Coste notaire de Carmaux.  Lardit y porte les titres de seigneur des châtellenies  de Roumégous, Cadoule et Cadars. Les principales clauses sont religieuses : elles concernent sa sépulture dans l’église Saint-Michel de Montou, dans la chapelle de la Bienheureuse Anne, la fondation d’une chapellenie de Saint Français dont il établit longuement et précisément les revenus qu’il lui attribue et il institue deux prêtres pour la servir dont l’un, Antoine Codonh est dit demeurer au château de Roumégous. C’était donc probablement le chapelain de Lardit de Bar. L’autre prêtre désigné est Hugues Velaty, recteur de Brousse. Lardit désigne comme héritier le posthume dont pourrait être enceinte son épouse Gauzide de Monestiès. Il lui substitue noble Antoine Galand, seigneur de Lacaze au diocèse de Castres  et à celui-ci il substitue Pierre Galand, fils de Brenguier Galand, du château de Lacaze, frère cadet d’Antoine. Ils étaient tous les deux fils de Catherine de Landorre et donc les neveux de la première épouse probable de Lardit et les héritiers légitimes de Roumégous et Cadoule, à titre de fils de la fille aînée de Philippe de Landorre, héritier des Cadoule, des Balaguier et des Rolland, les familles qui l'avaient précédé comme seigneurs de Cadoule.
Bien que marié quatre fois, Lardit de Bar n'eut pas d'enfant et son héritier fut Antoine Galand, seigneur de Lacaze.